# 7z
No contexto da informática, 7z é um formato de arquivo que permite compressão sem perda de dados utilizando vários algoritmos. O formato foi inicialmente implementado pelo programa 7-Zip; a especificação do formato é pública, e a sua implementação pela 7-Zip é disponibilizada sob licença GNU LGPL.
O tipo MIME associado é application/x-7z-compressed.

## Características
- Código aberto e arquitetura modular, o que permite que se implemente qualquer tipo de compressão, conversão e criptografia de dados.
- Alta taxa de compressão, dependendo dos tipos de arquivos comprimidos e método de compressão usado.
- Criptografia no padrão AES-256
- Suporta arquivos até 16 exabytes (17.592.186.044.416 megabytes)
- Nomes de arquivos em Unicode
- Suporta arquivos de compressão sólida (solid compression)
- Compressão de cabeçalhos dos arquivos (archive headers)

### Criptografia
O formato 7z suporta criptografia com o algoritmo AES com uma chave de 256-bit. A chave é gerada por uma frase-chave (passphrase) fornecida pelo usuário através de um algoritmo de hashing baseado no SHA-256 (com um elevado número de iterações, tornando mais difícil a descoberta da frase-chave por força bruta).

### Métodos de compressão
- LZMA - Versão optimizada do algoritmo LZ77.
- PPMD - compressão PPMdH (PPMII/cPPMII) de Dmitry Shkarin, com pequenas alterações. PPMII é uma versão melhorada do algoritmo de compressão PPM de 1984.
- BCJ - Conversor para executáveis x86 de 32-bits, ver LZMA.
- BCJ2 - Conversor para executáveis x86 de 32-bits, ver LZMA.
- Bzip2 - Padrão do algoritmo BWT (Burrows-Wheeler Transform)
- DEFLATE - Baseado no padrão LZ77.

## Programas compatíveis
Programas de compressão que suportam atualmente o formato 7z:
- 7-Zip e p7zip
- B1 Free Archiver
- EZ 7z
- PowerArchiver
- QuickZip
- TUGZip
- WinRAR
- WinZip
- ZipGenius